# Mátray Gábor

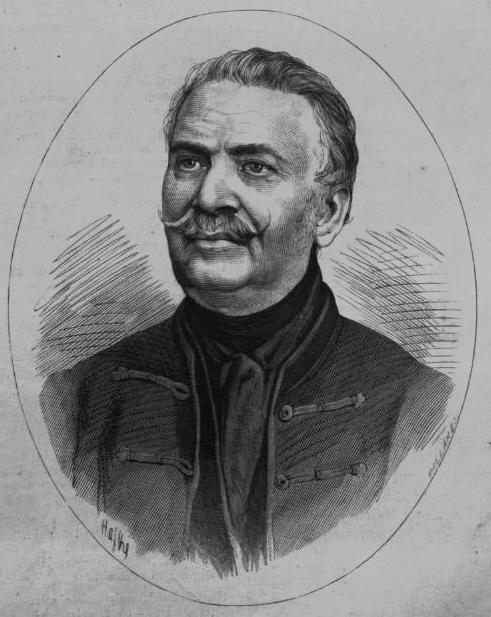
Mátray Gábor portréja

Mátray Gábor (eredeti családnevén Rothkrepf Gábor) (Nagykáta, 1797. november 23. – Budapest, 1875. július 17.) zenetörténész, zeneszerző, a Magyar Tudományos Akadémia tagja (l. 1833).

## Ifjúkora, tanulmányai:
Rothkrepf József német származású iskolai tanító gyermekeként 1804-ig szülővárosában és a közeli Tápiószecsőn nevelkedett, ekkor azonban apját a pesti magyar iskola tanítójává nevezték ki, így a család odaköltözött. 1812-ben Mátray Gábor már gyerekfejjel írt egy kísérőzenét a Csernyi György című színműhöz. Ezt a szakemberek a legrégibb, fennmaradt magyar daljátékkíséretként tartják számon.
1804-től (hosszú bécsi tartózkodástól eltekintve) haláláig Pesten élt, ott végezte alapfokú, gimnáziumi és egyetemi (jogi) tanulmányait, majd egész életében Pesten munkálkodott. 

## Munkássága, kutatásai:
Német származású, de magyar érzelmű és identitású család sarjaként, zenei érdeklődésével is édesapja (1804-től a pesti magyar iskola tanítója és a Belvárosi Templom karnagya10) nyomdokaiba lépve Mátray (Rothkrepf) Gábor ifjú korától elköteleződött a nemzeti múlt kulturális örökségének felfedezése, megőrzése, a magyar nyelvű színjátszás és a magyar műzene megteremtése mellett. Bár korábbi zeneművei nem maradtak fenn, Déryné visszaemlékezéseiből kitűnik, hogy Mátray a piarista gimnáziumban színészként és zeneszerzőként is közreműködött magyar nyelvű előadásokon.11 A Csernyi György című színmű Mátray kísérőzenéjével egyike a legelső magyar nyelvű zenés színpadi előadásoknak. A magyar nyelvű irodalom, zenekultúra és tudomány ügyét élete végéig szolgálva számos területen végzett úttörő kutatómunkát. 
1814-ben tanítóként dolgozott Prónay Simon, majd 1817 és 1830 között nevelő volt Prónay Simon bárónál és Széchenyi Lajos grófnál Bécsben. Ezután visszatért Pestre és itt telepedett le. 1828 és 1832 között írta A' Musikának Közönséges Története című munkáját. Ez eredményezte 1833-ban, hogy az MTA levelező tagjává választották. 1833-ban  megindította Regélő - Honművész címen az első magyar szépirodalmi folyóiratot, mely egyszerre két társlapot tartalmazott, s  1841-ig jelent meg. Ekkor Pesti Divatlap néven Vachott Sándor vette át.
1837-ben jegyzőként vett részt a neves könyvgyűjtő, Jankovich Miklós hatalmas gyűjteményének átvételében és feldolgozásában a Széchényi Könyvtár számára. Amikor a Nemzeti Színház 1837-ben megnyílt, a színházi megyei bizottság őt választotta meg igazgatónak, de csak rövid ideig maradt ebben az állásban. József nádor a nemzeti múzeum egyes gyűjteményeinek rendezésével őt bízta meg, majd 1846-ban a Széchényi Könyvtár őrévé nevezte ki, s e hivatalát közel 30 évig viselte. Ettől kezdve 1875-ös nyugdíjazásáig főként a könyvtár állományának rendszerezése és ritka, értékes régi kéziratainak bemutatása, ismertetése állt kutatói munkásságának középpontjában. 
Az 1836-ban megalakult Pestbudai Hangászegyesületnek 1837-től titkára, majd 1840-től az Egyesület énekiskolájának (A Pest-Budai Hangászegyleti Zenede elődje) igazgatója lett, s az iskolát haláláig vezette. 

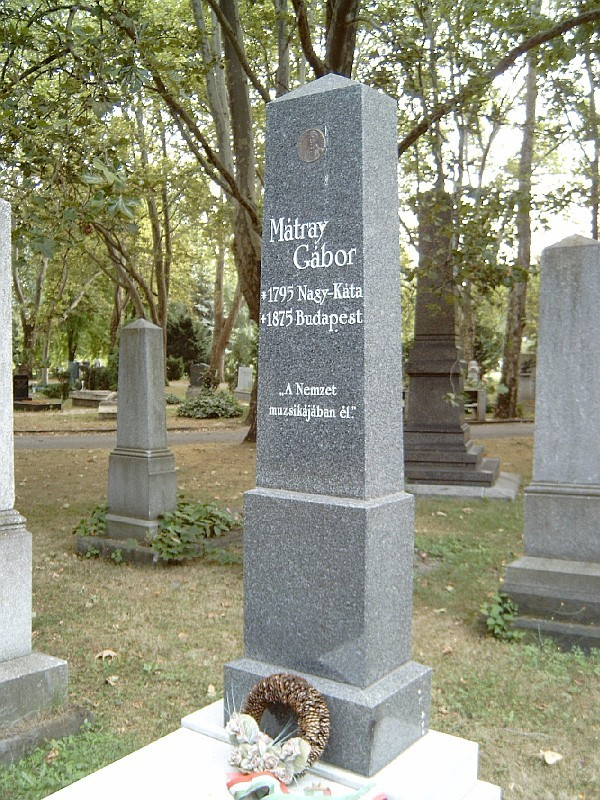
Mátray Gábor sírja Budapesten. Kerepesi temető: 34/1-1-27.

Nevéhez fűződik az 1828 és 1832 között a Tudományos Gyűjteményben megjelentetett első magyar nyelvű zenetörténet összeállítása, melynek végén egy 206 magyar zeneművet tartalmazó bibliográfiát is közöl. Az 1826 és 1830 között tíz kötetben adta ki táncgyűjteményeit, amelyek az első, sorozatban közreadott verbunkos és népdalfeldolgozások közé tartoznak.12  A Nemzeti Múzeum Széchényi-könyvtárának könyvtárőreként a magyar nemzeti múlt kincseire is ő hívta fel elsőként a figyelmet. A Magyar Tudományos Akadémián az állomány értékes kódexeiről előadások keretében adott számot, 1852-ben pedig ugyanitt tartotta első zenei tárgyú felolvasását. Ez alkalommal az általa megfejtett kottakép alapján ismertette Tinódi Sebestyén énekeit, amelyeknek kiadására az Akadémiától megbízást is kapott. A Zenede igazgatójaként 1859-ben e művek első, nyilvános előadását is megszervezte az intézet növendékeivel. Mátray zenetudományi kutatásaihoz köthető az első magyar történelmi hangverseny is. Zenetudósi munkásságát dicséri az 1852 és 1858 között három kötetben megjelentetett népdalgyűjteménye,13 Bihari-életrajza és a magyar cigányok zenéjéről írt tanulmánya is. 14 A nemzeti kultúra színvonala javítása érdekében végzett munkájának kiemelkedő példája a Nemzeti Képcsarnok 1851-ben elkészített katalógusa és a Zenedében az általa vezetett szavalati tanszék számára összeállított oktatóanyag is.15 Utóbbi a magyar nyelvű színészképzés első tankönyvének is tekinthető. 
Mátray a Széchényi-könyvtárban és a Zenedében munkálkodva élete végéig a nemzeti művészeti értékek felkutatását, rendszerezését és bemutatását 16tekintette céljának, ő volt az első zenetudós, aki tevékenységével a hazai zenetörténeti kutatás alapjait teremtette meg. 

## Művei
- A' Musikának Közönséges Története. 1828-1832, Pest
- Verzeichniss der Mitlgieder des Pester und Ofner Musikvereins im Jahre 1836-37, Pest
- A pestbudai hangászegyesület kormányzó bizottságának jelentése. Uo. 1837, 1838 és 1839-re. (Magyar és német szöveggel). Három füzet
- Különbféle ájtatos énekek. Verschiedene fromme Lieder. Sopron, 1840 (névtelenül)
- Pestbudai hangászegyesület igazgatása alatt nyilvános énekiskola szabályai és első alapítóinak névsora. Pest, 1840 (Magyar és német szöveg)
- A pestbudai hangászegyesület évkönyve. Uo. 1840-64. XXV évfolyam (Magyar és német szöveg. Az 1852-ben: A budapesti zeneintézetek és a mostani zenede története)
- Az 1836. évben alapított pestbudai hangászegyesület szabályai. Uo. 1841 (Németül: Uo. 1841)
- A pestbudai hangász egyesület nyugpénzintézetének alapszabályai. Uo. 1841
- A pestbudai hangászegyesület igazgatása alatti nyilvános énekiskola növendékei. Uo. 1841
- A nemzeti képcsarnokok alakító egyesület alapszabályai. Uo. 1845
- A nemzeti képcsarnokot alakító egyesület évkönyve. Uo. 1845-61. XVII évf.
- Pyrker János László egri patriarcha-érsek képtára a Magyar Nemzeti Muzeum képcsarnokában. Pest, 1846 (2. bőv. kiadás. Uo. 1851. Németül Uo. 1851) Online
- Kimutatás néhai Horvát István Széchenyi-országos könyvtári őr könyvtára s ehhez tartozó gyűjtemények felől, az ország nádorispánjához 1846. Kisasszonyhó 16. napján az említett nagytudományú férfiú végintézete teljesítője Károlyi István, Reseta János s Waltherr László által felterjesztett részletes irományokkal. Uo. (Névtelenül)
- Emlékbeszéd Horvát István Széchenyi-országos könyvtári őr fölött a magyar nemzeti múzeumban 1847. jún. 13. Uo. 1847
- A magyar nemzeti múzeumban létező nemzeti képcsarnok ünnepélyes megnyitása 1851. szept. 8. Uo. 1851
- A' Musikának Közönséges Története. 1828-1832, Pest
- Magyar népdalok egyetemes gyűjteménye. Uo. 1852, 1854, 1858 (I. k. 1. és 2. f., II. k. 1. f. Kettős kiadásban: magyarul és németül) A' Musikának Közönséges Története. 1828-1832, Pest
- Dicsértessék a Jézus Krisztus. Dal, zongorakisérettel. Uo. 1855
- Dicsének a boldogult szűz Mária szeplőtlen fogantatásáról. Pályanyert szövegét írta Szabó Imre, zenéjét m. Uo. 1858 (Melléklet a Religio 50. számához)
- Történeti, bibliai és gúnyoros magyar énekek dallamai a XVI. századból. A M. Tud. Akademia megbizásából megfejtve közli. Uo. 1859.
- Krisztus az olajfák hegyén. Ima dalmű (Oratorium). Zenéjét szerzé Beethoven Lajos. Magyar szöveggel először adatott elő Pesten a Magyar Nemzeti Múzeum dísztermében 1860. ápr. 1. Uo.
- Dalok a XVI. századból négy énekszóra zongorakisérettel. Uo. 1860 (Tinódi Sebestyén arczk.).
- Két beszéde a szavalati tanszék ügyében, mint a pest-budai zenede igazgatójának. Uo. 1861
- Beszéde a szavalati tanszék ügyében, mint a pest-budai zenede igazgatójának 1865. jan. 8. Uo. (Különny. a zenede Évkönyvéből)
- A rendszeres szavallattan alaprajza. Tankönyvül írta. Uo. 1861
- Megnyitó beszéd a pest-budai zenedei szavalat-osztály megnyitása másod évfordulati napjának megülése alkalmával. Uo. 1862
- Egyetemes szövegkönyv a pest-budai zenede négyszázados ünnepélye alkalmával 1865-ben tartott zeneelőadásokhoz. Uo. 1865
- A magyar nemzeti múzeum korszakai. Uo. 1868
- A Konstantinápolyból legujabban érkezett négy Corvin-codexről. Uo. 1870 (Értekezések a nyelv és széptudom. köréből II. 1.).
- Vallomás a halál előtt. Hármas Illés. Uo. év n.

## Emlékezete
- Budapesten a Várban egy utcát neveztek el róla.
- 1989-ben Nagykátán a korábbi 2. számú általános iskola felvette a nevét.